# محو الأمية الأسرية
محو الأمية الأسرية هي إحدى الوسائل التعليمية. ويجري تطبيق محو الأمية الأسرية، الذي يُعتبر مجالاً جديدًا نسبيًا، في الولايات المتحدة وفي جنوب أفريقيا.

## الفلسفة
تعود جذور محو الأمية الأسرية كطريقة تعليمية إلى الاعتقاد بأن «الأب/الأم هما المعلم الأول للطفل». وقد أثبتت الدراسات أن البالغين الذين لديهم مستوى أعلى من التعليم يميلون إلى ليس فقط أن يصبحوا مواطنين منتجين ومن ذوي القدرات الاجتماعية والاقتصادية المعززة في المجتمع، ولكن أطفالهم أيضًا يكونون أكثر استعدادًا للنجاح في المدرسة. تميل العائلة المتعلمة إلى أن تكون عائلة أكثر قوة وأكثر احتمالاً للبقاء كوحدة نافعة.

## نظرة عامة
تقدم خدمات محو الأمية الأسرية الشاملة نهجًا شاملاً ومتكاملاً تمامًا ويرتكز على الأسرة، ويزود الآباء والأطفال الأكثر احتياجًا لتحسين مهاراتهم التعليمية بخدمات تعليمية وغير تعليمية مكثفة ومتكررة وطويلة المدى. وخدمات محو الأمية الأسرية تجري تغييرات مستدامة في الأسرة عن طريق دمج جميع الأنشطة التالية:
- تعليم الكبار: يهدف هذا النشاط إلى زيادة المستوى الأكاديمي الأساسي، والتفكير بشكل نقدي وإبداعي وحل المشاكل ووضع الأهداف وتحقيقها واكتساب مكان عمل ناجح ومهارات التعامل مع الآخرين.
- التعليم في مرحلة الطفولة: يهدف إلى تعزيز نمو وتطور الأطفال الصغار وإشراك الآباء في البرنامج التعليمي لأطفالهم من أجل تعزيز المشاركة الفعالة التي سيتم الحفاظ عليها من خلال المسيرة التعليمية للطفل.
- تعليم الآباء: يقدم تعليمات بشأن كيفية نمو الأطفال وتطورهم وتعلمهم. يتناول هذا النشاط القضايا المهمة لرفاهية الأسرة وتوصيل الآباء للموارد المجتمعية وتوفير الفرص للآباء لتطوير أنظمة الدعم المتبادلة والاتصال بها.
- الأنشطة التفاعلية بين الآباء والطفل: تقدم الفرصة للآباء والأطفال لمشاركة تجارب محو الأمية الخاصة بهم التي خاضوها حديثًا. ويتفاعل الآباء والأمهات معًا، بما يثري العلاقة بينهم من خلال التعلم المتبادل بما يمكنهم من أن يكونوا شركاء حقيقيين في التعليم.

## أمثلة
- تعليم الكبار: إن الهدف من تعليم الكبار هو تمكين الآباء الذين يُعتبرون المعلم الأول للطفل وتزويدهم بالموارد. يساعد تعليم الكبار على بناء علاقات بين الآباء وأعضاء هيئة التدريس في المدرسة وموظفيها. بعض الفصول الدراسية والأنشطة المقدمة للآباء والأمهات في مشروع محو الأمية الأسرية بكلية برايري تتضمن الفصول الدراسية الخاصة بتعليم اللغة الإنجليزية كلغة ثانية وفصول التعليم الأساسي للكبار وشهادات التطوير التعليمي العام والتدريب المهني.
- التعليم في مرحلة الطفولة: يساعد على إمكانية إشراك الآباء والأمهات في تعليم الطفل وذلك من خلال مجموعات اللعب ومشاركة القصص والكتب معًا ووقت اللعب الموجه للأطفال التي تساعد جميعها في تعلق الطفل بوالديه.
- تعليم الآباء: يقدم برنامج محو الأمية الأسرية الذي تم تطويره في إلينوي في إطار برنامج محو الأمية الأسرية التابع لكلية برايري الدعم الأبوي بشأن القضايا الصحية والتغذية الجيدة والانضباط ويأخذ الآباء والأمهات والأطفال في رحلات ميدانية لشراء الكتب الخاصة بالأطفال لقراءتها في المنزل.
- الأنشطة التفاعلية بين الآباء والطفل: خصص برنامج محو الأمية الأسرية التابع لكلية برايري وقتًا معينًا للأنشطة التفاعلية التي يسمونها وقت "P.A.C.T". وأثناء وقت "P.A.C.T." تكون هناك مجموعات لعب تتضمن كلاً من الآباء والأمهات وأطفالهم. ويتم فصلهم حسب الفئات العمرية للمساعدة في توجيه التفاعل والأنشطة.

## وصلات خارجية
- The National Center for Family Literacy